# Verloskundige epiduraal
De verloskundige epiduraal is een vorm van pijnbestrijding tijdens de bevalling. Het wordt ook wel ruggenprik genoemd. Bij een verloskundige epiduraal wordt een slangetje (katheter) in de rug ingebracht na lokale verdoving van de huid met behulp van een holle naald, waar het slangetje doorheen kan. Door de katheter worden medicamenten toegdiend, waarbij met name plaatselijk verdovende middelen (lokaal anesthetica) en opiaten gebruikt worden. Deze middelen zoals ropivacaïne en bupivacaïne worden met een continu lopende pomp toegediend.
Met deze techniek worden enkel buik en benen gevoelloos gemaakt. Bovendien treedt mentaal geen versuffing op, waardoor de moeder de bevalling kan volgen. Bij deze verdoving wordt een flexibele katheter in de ruimte gebracht rond de schacht die het ruggenmerg omringt. Daartoe wordt eerst de omliggende huid lokaal verdoofd. Vervolgens wordt een naald tussen twee schijven geplaatst, waar de katheter wordt door ingebracht. De naald wordt verwijderd en de katheter, waarlangs constant de verdoving wordt ingebracht, zit op zijn plaats. De prik die nodig is voor het inbrengen van de naald, kan pijnlijk zijn. Soms mislukt het inbrengen en moet het opnieuw gebeuren.
Het plaatsen van de katheter kan tot dertig minuten duren, en het duurt daarna nog eens maximaal dertig minuten eer de pijn verdwijnt. Een epidurale verdoving kan de bevalling vertragen indien ze werd toegediend indien de weeën nog niet hevig genoeg waren.
De dosis van de toegediende pijnstillers is zo berekend dat het kind er geen nadelige invloed van ondervindt. Dankzij de katheter, dat gedurende de hele bevalling ter plaatse blijft, kan altijd verdoving worden bijgegeven, indien dat nodig zou zijn.
Ook het nageboorteonderzoek en het hechten van de knip, indien die is uitgevoerd, gebeuren onder dezelfde verdoving. Blijkt de bevalling moeilijk te verlopen, en besluit de gynaecoloog tot een keizersnede, dan kan die ook plaatsvinden. Ook dan kan de moeder haar kind direct in de armen nemen na de ingreep. Enkele uren na de geboorte is de verdoving uitgewerkt.
Vrouwen die kiezen voor pijnloos bevallen, kunnen zich ten volle op de geboorte van hun kind concentreren. De epidurale verdoving vermindert de pijn van de baarmoedersamentrekkingen. Ook de persdrang tijdens de tweede fase van de bevalling kan kleiner worden. Daarom moet men tijdens de verlossing vaker zijn toevlucht nemen tot vacuümextractie, verlostang of keizersnee. Dit is een van de argumenten die vaak worden aangevoerd om geen epidurale verdoving te gebruiken.
Een epidurale verdoving loopt helaas niet altijd van een leien dakje. Zo moet de zwangere vrouw haar rug goed krommen om de ruggenprik mogelijk te maken. De dikke buik en de spanning kunnen het plaatsen van de injectie weleens bemoeilijken. Eens de verdoving geplaatst, kan het gebeuren dat de bloeddruk ineens verlaagt (bloeddrukval). Is dat het geval, dan wordt een bloeddrukverhogend middel ingespoten. Ook misselijkheid en braken zijn niet uitgesloten. Soms is de anesthesist al te voorzichtig geweest en heeft hij te weinig verdovende stof ingespoten, zodat de vrouw toch nog pijn voelt. Andere gevaren zijn: meningitis, een bloedstolsel rond de ruggengraat en vorming van abces waar de katheter heeft gezeten. Sommige patiënten hebben last van rugpijn van enkele weken tot drie maanden na de ingreep. Verlammingsverschijnselen na een epidurale verdoving zijn  uiterst zeldzaam en worden in de medische literatuur met maximaal 1 op 250.000 aangegeven.
Pijnloos bevallen is niet voor iedereen weggelegd. Bij bepaalde rugproblemen (vergroeiingen tussen wervels bijvoorbeeld), bij stollingsziekten, koorts of een bekende allergie tegen de verdovende producten, mag een epidurale analgesie niet worden toegepast. Daarom zal elke zwangere vrouw die pijnloos wil bevallen vooraf onderzocht worden door een anesthesist.
Sommige ziekenhuizen dienen de ruggenprik zo toe, dat men tijdens de weeën nog kan rondlopen. Deze nieuwe techniek wordt echter nog niet overal toegepast.
In 2005 beviel 65% van de Vlaamse vrouwen met een epidurale verdoving (tegenover 31,7% in 1991). In sommige ziekenhuizen krijgt nu al 75 procent van de zwangere vrouwen epidurale anesthesie toegediend, in andere nog maar 13 procent. In Nederland ligt dit getal structureel veel lager (10% in 2003). De rest bevalt zonder verdoving. Bevallen met epidurale anesthesie gebeurt meer in ziekenhuizen die 24 uur een beroep kunnen doen op een anesthesist. Ook in universitaire ziekenhuizen en tijdens kantooruren worden meer epidurale anesthesie toegediend. In Nederland is men veel terughoudender met epidurale anesthesie bij bevallingen en in het algemeen met pijnbestrijding bij de bevalling, zoals ook het aantal thuisbevallingen in Nederland veel hoger ligt (2005: ca 30%) dan in vrijwel alle andere westerse landen.
In de medische wereld wordt de groei van de spinale anesthesie toegejuicht bij keizersneden. Met algehele anesthesie wordt de vrouw beroofd van het voorrecht bewust te bevallen, en houdt de bevalling meer risico's in. Mede door het intenser gebruik van de epidurale anesthesie stijgt het aantal keizersneden snel, hoewel het Europese gemiddelde nog niet bereikt is.
Voorstanders zeggen dat een keizersnede veilig en eenvoudig is, tegenstanders noemen het onnatuurlijk en wijzen op het risico op littekens en ademhalingsproblemen bij de pasgeborene. De beroepsaansprakelijkheid speelt ook mee: verzekeringsmaatschappijen vragen minder hoge premies voor een keizersnede dan voor een natuurlijke bevalling.
Het inbrengen van een epiduraal katheter is niet altijd mogelijk bijvoorbeeld bij iemand met een rugoperatie in de voorgeschiedenis, iemand met een gestoorde stolling of iemand die bijvoorbeeld te dik is. Het inbrengen van een epiduraal katheter in de rug kan complicaties geven: infectie, bloeding, bloeddrukdaling, koorts/verhoging en hoofdpijn. Er zijn verschillende meningen over het toenemen van de kans op kunstverlossingen zoals een vacuüm. Als de epidurale pijnbestrijding goed werkt kan bij het nodig zijn van een keizersnede de epiduraal meestal gebruikt worden voor de operatie. Tijdens het persen wordt de epiduraal pomp met medicatie gestopt om de spierkracht zo goed mogelijk intact te houden. Een epiduraal katheter kan namelijk naast het gevoel ook de kracht iets verminderen. Boven een ontsluiting van 5-6 cm is er eigenlijk geen indicatie voor een epiduraal katheter meer.
Alternatieven zijn injecties met pethidine met tussenpozen of een door de zwangere zelf te bedienen pijnpomp (PCA-pomp) die dan meestal remifentanil (een ultrakortwerkend opiaat) bevat en vrijwel continu te gebruiken is.